# Alberto Marten
Alberto Marten était un intellectuel et homme politique costaricien, né en 1909 et mort en 2009.

## Biographie
Alberto Marten était le fils d'Ernesto Martin, qui en 1914, a été nommé diplomate du Costa Rica pour la Belgique et ensuite la France.  Lors de sa jeunesse vécue en France, Marten réalisa ses études au Lycée Buffon de Paris.  De retour au Costa Rica, il continua ses études au Colegio Seminario, et après au Lycée du Costa Rica où il obtînt son Baccalauréat en 1928.  
Il finit l'École de Droit du Costa Rica en 1933.  Il devint président de la première Fédération d'Étudiants universitaires du Costa Rica en 1930, ainsi que le fondateur du Parti Action Démocratique en 1943 et qui sera à la base du Parti Libération Nationale.  Il prend part dans la Guerre civile de 1948 comme Second Commandant en Chef des Forces Insurgées de José Figueres Ferrer qu'il connaissait depuis son époque d'étudiant au Colegio Seminario.  
Intellectuel en économie ainsi que membre du groupe fondateur de la Deuxième République, il fut l'instigateur de la Nationalisation Bancaire du Costa Rica de 1948, fait marquant pour le développement du pays.  Il fut chargé du Bureau de Coordination Économique de 1949 à 1961, ce que lui permit aussi de développer le mouvement social ouvrier-patronal connu comme solidarisme.  
En mars 2009, l'Assemblée Législative du Costa Rica a nommé monsieur Marten comme le fondateur du Mouvement Solidariste Costaricien et Citoyen d'Honneur de la Patrie par unanimité de tous les députés selon accord Nº 6383-08-09.

## Ascendance
Alberto Marten a été le petit-fils du Président costaricien Bruno Carranza, ainsi que de Gregorio Martin de Castro, cubain d'origine française, émigré au Costa Rica au XIXe siècle. L'écriture  de Martén au lieu de Martin résulta de la prononciation phonétique de Martin en français pour marquer son ascendance française.

## Œuvre
Entre son œuvre on trouve les suivants titres :
- 1944 : (es) Principes d'Économie Politique
- 1947 : (es) Démocratie politique et démocratie économique
- 1948 : (es) Solidarisme et rationalisation: Un système de garanties économiques
- 1951 : (es) Théorie Métaphysique de l'argent
- 1952 : (es) La surconsommation  vaincue
- 1977 : (es) L'alternative sociale: garanties économiques ou le sang
- 1984 : (es) La Capitalisation Universelle